# Bignasco

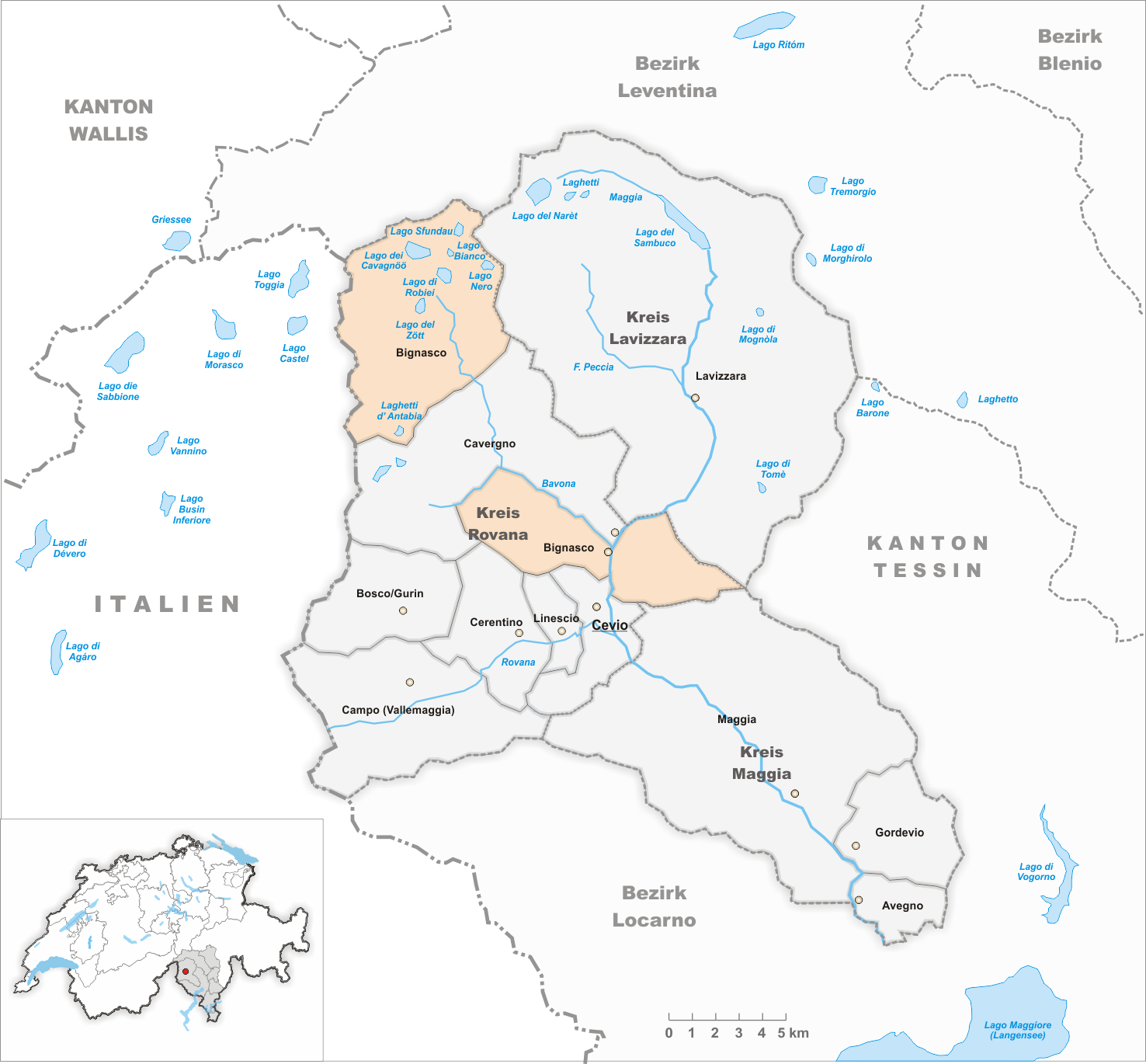
Gemeindegrenzen vor der Fusion

Bignasco ist eine Ortschaft in der Gemeinde Cevio im Maggiatal (Kanton Tessin). Bis 2006 bildete sie eine eigene Gemeinde.

## Geographie
Das Territorium von Bignasco bestand aus zwei getrennten Teilen: einerseits dem Dorf (443 m ü. M.) am Zusammenfluss der Maggia und der Bavona, 28 km nordwestlich von Locarno, andererseits dem oberen Val Bavona mit dem Weiler San Carlo (960 m ü. M.). Vom gesamten ehemaligen Areal der Gemeinde von 8143 ha sind 63 % unproduktive Fläche (Gebirge und Gewässer) und 29 % von Wald und Gehölz bedeckt. Nur 7 % des Gebiets können landwirtschaftlich genutzt werden. Die restlichen 0,4 % sind Siedlungsfläche.

## Geschichte
1230 wurde Bignasco erstmals als Bugnascho erwähnt. Unter dem heutigen Namen erscheint es in einem Dokument von 1364. Im Mittelalter gehörte die Gemeinde zum Gebiet Roana superior. Vom frühen 16. Jahrhundert bis 1798 war Bignasco Teil der Ennetbirgischen Vogteien, danach bis 1803 des Kantons Lugano. Seither gehört es zum Bezirk Vallemaggia des Kantons Tessin.
Am 22. Oktober 2006 wurde Bignasco mit Cavergno und Cevio zur Gemeinde Cevio fusioniert. Der per 23. Januar 2005 geplante Zusammenschluss musste zurückgestellt werden, da noch eine Beschwerde der Gemeinde Bignasco gegen die Zwangsfusion vor Bundesgericht hängig war. Diese wurde jedoch im April 2006 abgewiesen. Bignasco bildet aber nach wie vor eine eigenständige Bürgergemeinde.

## Bevölkerung

### Bevölkerungsentwicklung
Einwohnerzahlen: Volkszählungsdaten
Im Gegensatz zu anderen Gemeinden des Maggiatals konnte Bignasco seine Bevölkerungszahl von etwa 220 Personen bis 1870 halten. Dann folgte bis zum Beginn des Ersten Weltkriegs eine Auswanderungswelle nach Holland (temporär) und nach Kalifornien (dauernd). Dennoch verlor die Gemeinde vergleichsweise wenig Bewohner (1870–1910: −21 %). Die 1910er-Jahre waren das einzige Jahrzehnt mit Massenauswanderung (1910–1920: −23 %) auf einen historischen Bevölkerungstiefstand von 143 Personen. Diese Zahl veränderte sich in der Zwischenkriegszeit kaum. Nach dem Ende des Zweiten Weltkriegs wuchs die Bevölkerung bis ins Jahr 2000: (seit 1941: +107 %). Grund waren die besseren wirtschaftlichen Möglichkeiten innerhalb der Gemeinde. Seit dem Jahr 2000 stagniert die Einwohnerzahl bei etwa 300 Personen.

### Sprachen
Die Bevölkerung spricht einen eigenen italienischen, genauer lombardischen Dialekt. Durch die grössere Anzahl Arbeitsplätze fand eine starke Zuwanderung statt, die sich im Sprachverhalten bemerkbar macht. Während 1970 noch 98 % der Bewohner Italienisch als ihre Hauptsprache angaben, waren es im Jahr 2000 nur noch 80 %. Nebst dem Wachstum der deutschen Sprachgruppe von (1970) 0,5 auf (2000) 9 % haben vor allem Portugiesisch und Serbokroatisch zugelegt.

### Religionen – Konfessionen
Im Jahr 2000 gehörten 85 % der Einwohner der römisch-katholischen Kirche an, 3 % waren evangelisch-reformierte und 2 % orthodoxe Christen. Daneben gab es 3 % Konfessionslose und 1 % Muslime (meist Bosniaken). 5 % der Bevölkerung gaben keine Auskunft über ihr Glaubensbekenntnis.

### Herkunft – Nationalität
Von den 306 Einwohnern Ende 2004 waren 236 (= 77 %) Schweizer Bürger. Bei der letzten Volkszählung (2000) waren nur 73 % Schweizer Staatsangehörige.

## Wirtschaft und Tourismus
Nachdem sich die Wirtschaft jahrhundertelang auf Ackerbau, Viehzucht und Käserei konzentrierte, brachte die in den 1960er-Jahren beginnende Wasserkraftnutzung Infrastruktur und Arbeitsplätze. Dennoch hat eine starke Pendlertätigkeit eingesetzt. Während 1970 noch mehr als 77 % der Einheimischen in Bignasco arbeiteten, waren es 1990 nur noch 48 % und im Jahr 2000 nur noch 41 %. Die Mehrheit der Wegpendler arbeitet in anderen Gemeinden des Maggiatals, 18 in Locarno und vier in Losone. Die Zahl der Zupendler hat sich zwischen 1990 und 2000 stark verringert – von 92 auf 46 Personen. So besetzen die Einheimischen erstmals seit langer Zeit wieder die Mehrheit der Arbeitsplätze in Bignasco (55 %). Bereits über 50 % aller Erwerbstätigen aus Bignasco verdienen ihren Lohn in Dienstleistungsberufen. Früher boten Industrie (Steinabbau, Wasserkraftwerke) und Gewerbe der Mehrheit ein Auskommen (heute immerhin noch über 40 %).
Zwischen 1890 und dem Beginn des Ersten Weltkriegs kamen zahlreiche Fremde nach Bignasco. Gefördert wurde der Tourismus durch den Bau des Hotel du Glâcier und den Anschluss an das Eisenbahnnetz.

## Verkehr
Ab 1907 war Bignasco Endstation der 1965 stillgelegten Locarno-Ponte Brolla-Bignasco-Bahn.
Heute ist es durch die Linie 10 der FART Locarno-Cavergno an das Netz des Öffentlichen Verkehrs angeschlossen. Von Bignasco aus verkehren zwei Postautolinien: eine in das Val Lavizzara (Bignasco–Fusio) und eine in das Val Bavona (Bignasco–San Carlo).

## Sehenswürdigkeiten
Das Dorfbild ist im Inventar der schützenswerten Ortsbilder der Schweiz (ISOS) als schützenswertes Ortsbild der Schweiz von nationaler Bedeutung eingestuft.
- Die Pfarrkirche San Michele wurde erstmals 1401, dann 1606 wieder eingeweiht und 1838, 1853 und 1904 restauriert. Die malerische Dekoration von Luigi Faini und Carlo Morgari stammt aus dem Jahr 1929.[10][11]
- Steinbrücke Ponte romano[10]
- Steinbrücke Ponte della Merla[10]
- Steinbrücke über die Calnègia[10]
- Wasserfall Cascata di Bignasco[12]
- Beim Ortsteil San Carlo das seit Jahrhunderten verlassene Dorf Prèsa di San Carlo[10]
- Schalenstein im Ortsteil Corona delle Croci[13]

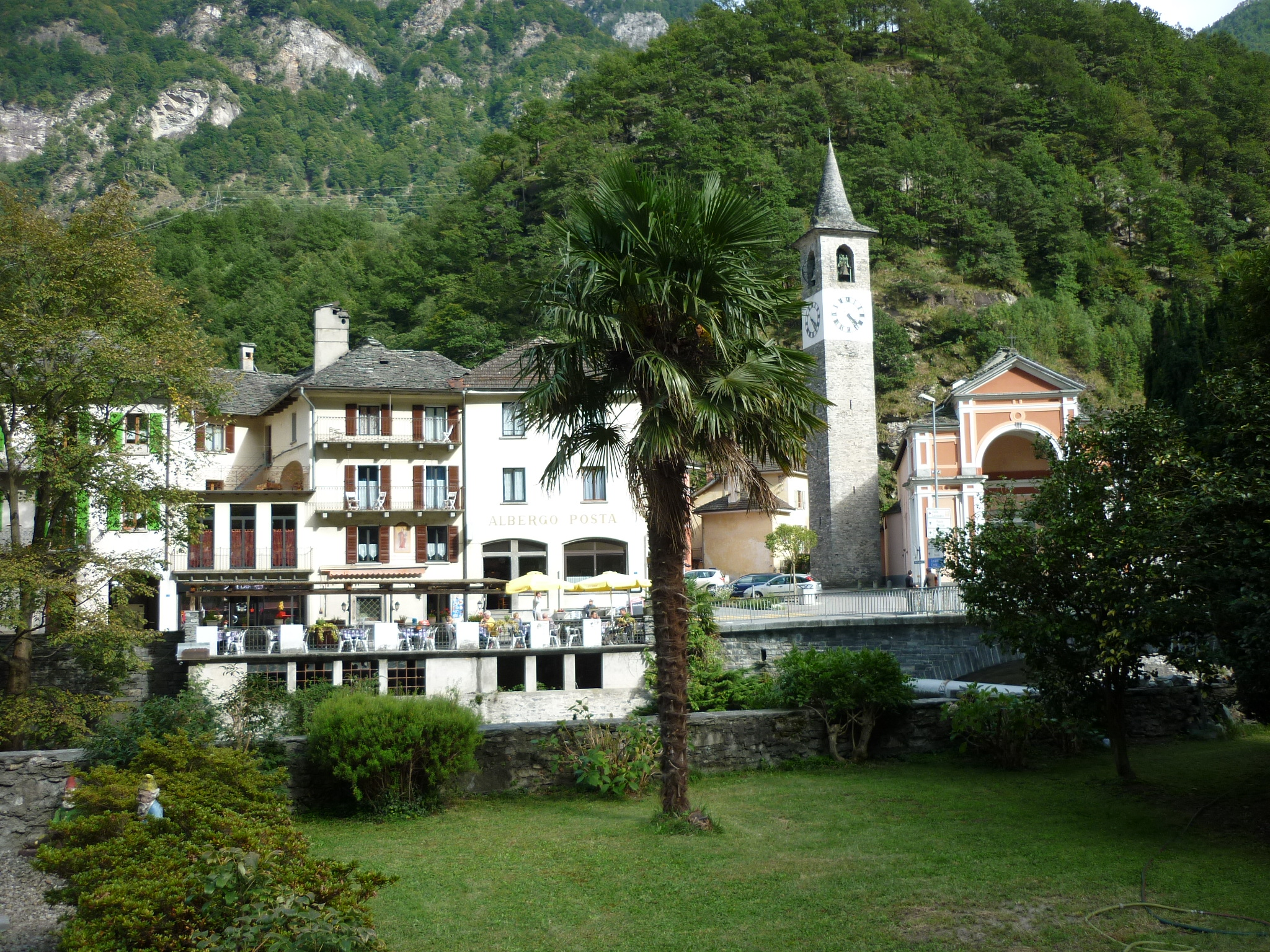
Bignasco, Ortskern
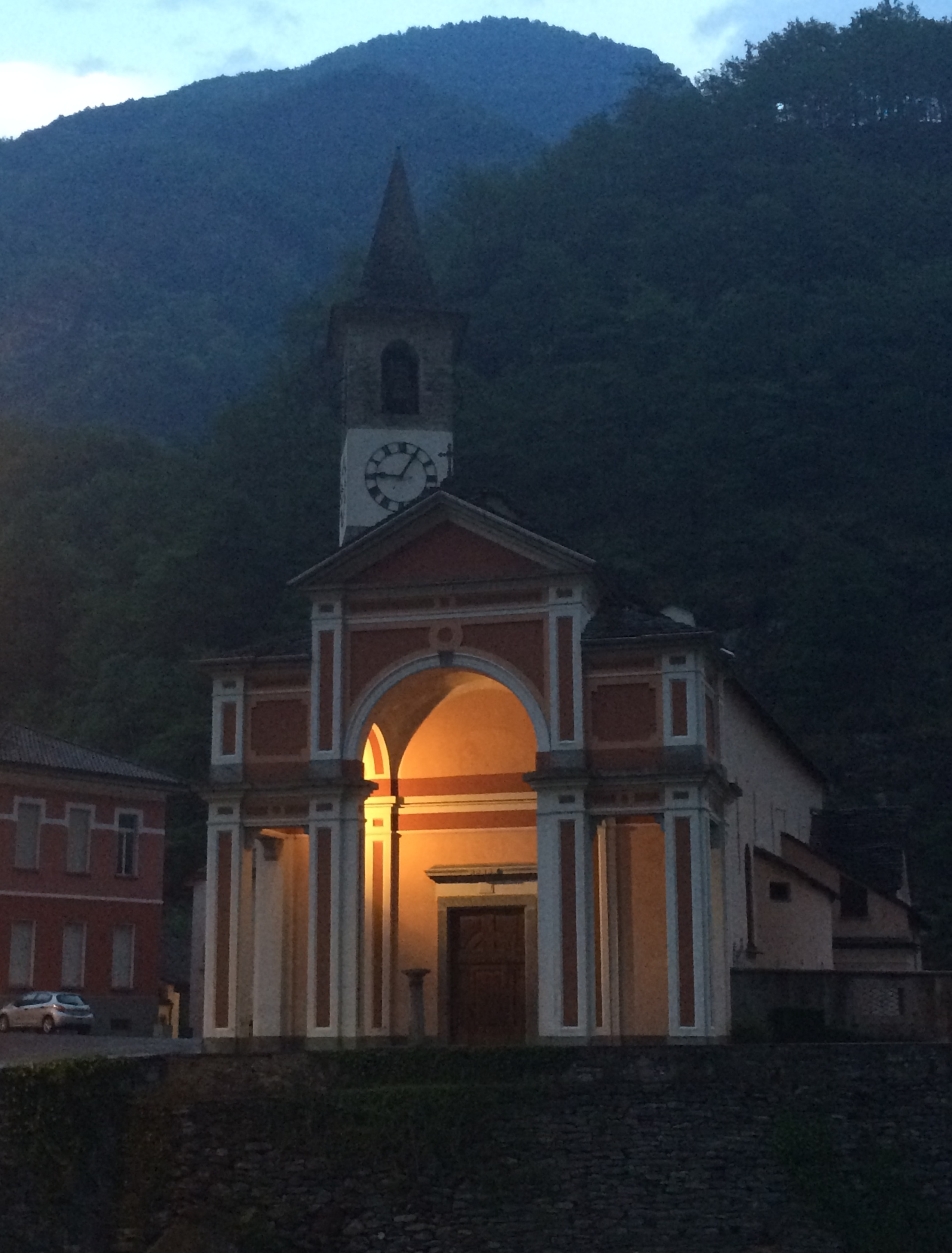
Pfarrkirche San Michele bei Nacht
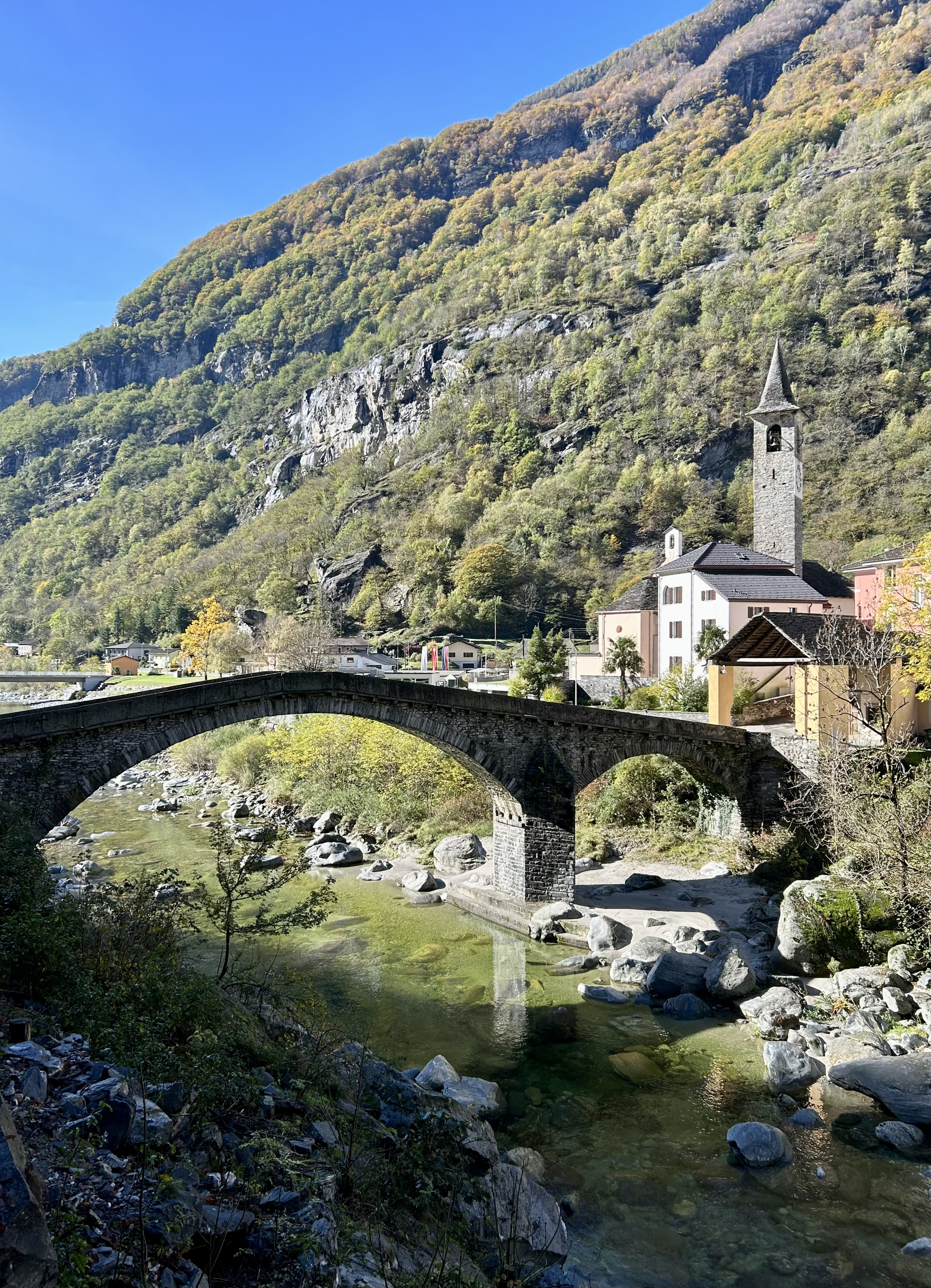
Steinbrücke über die Maggia
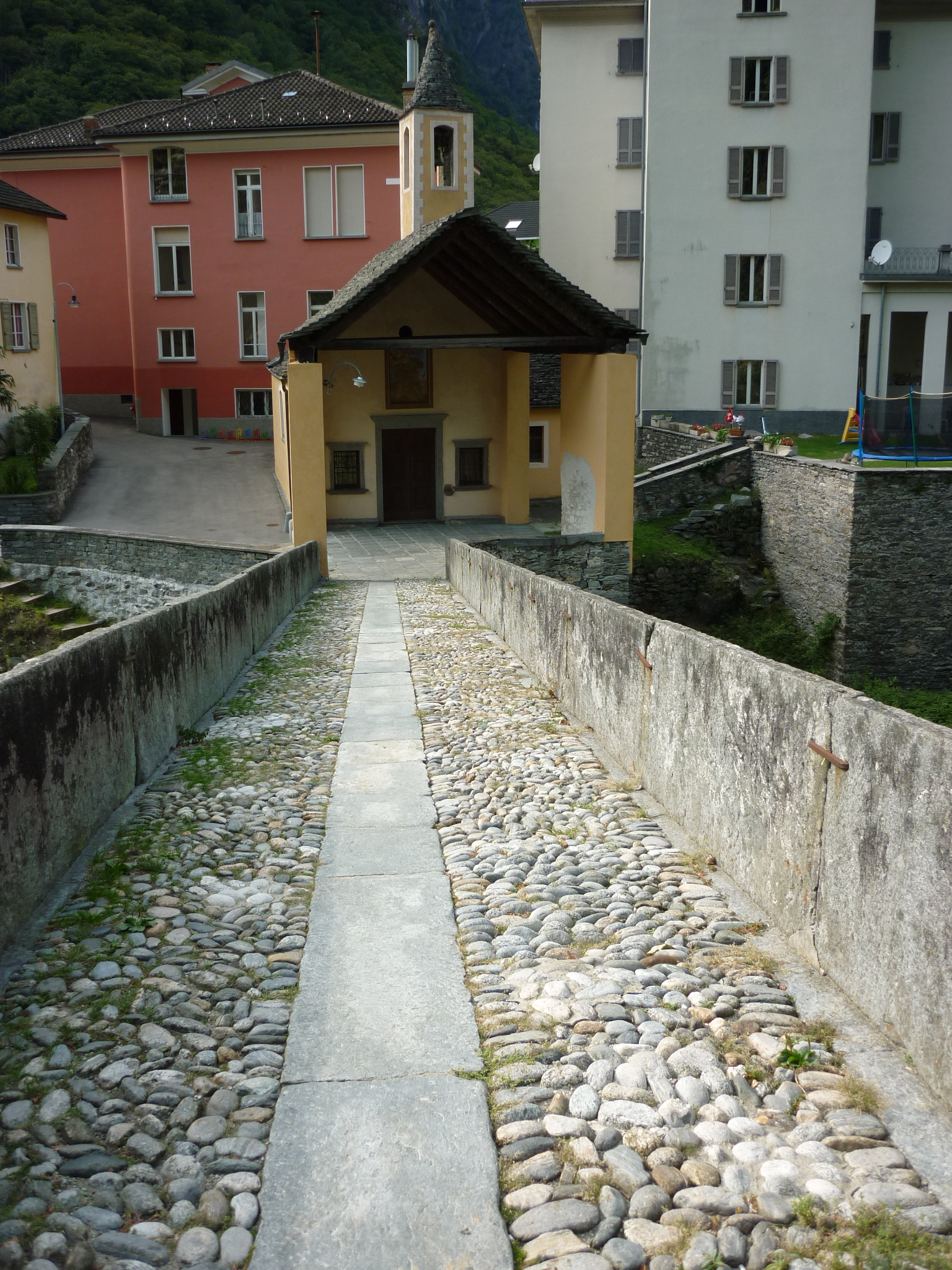
Brückenkapelle San Rocco von 1597
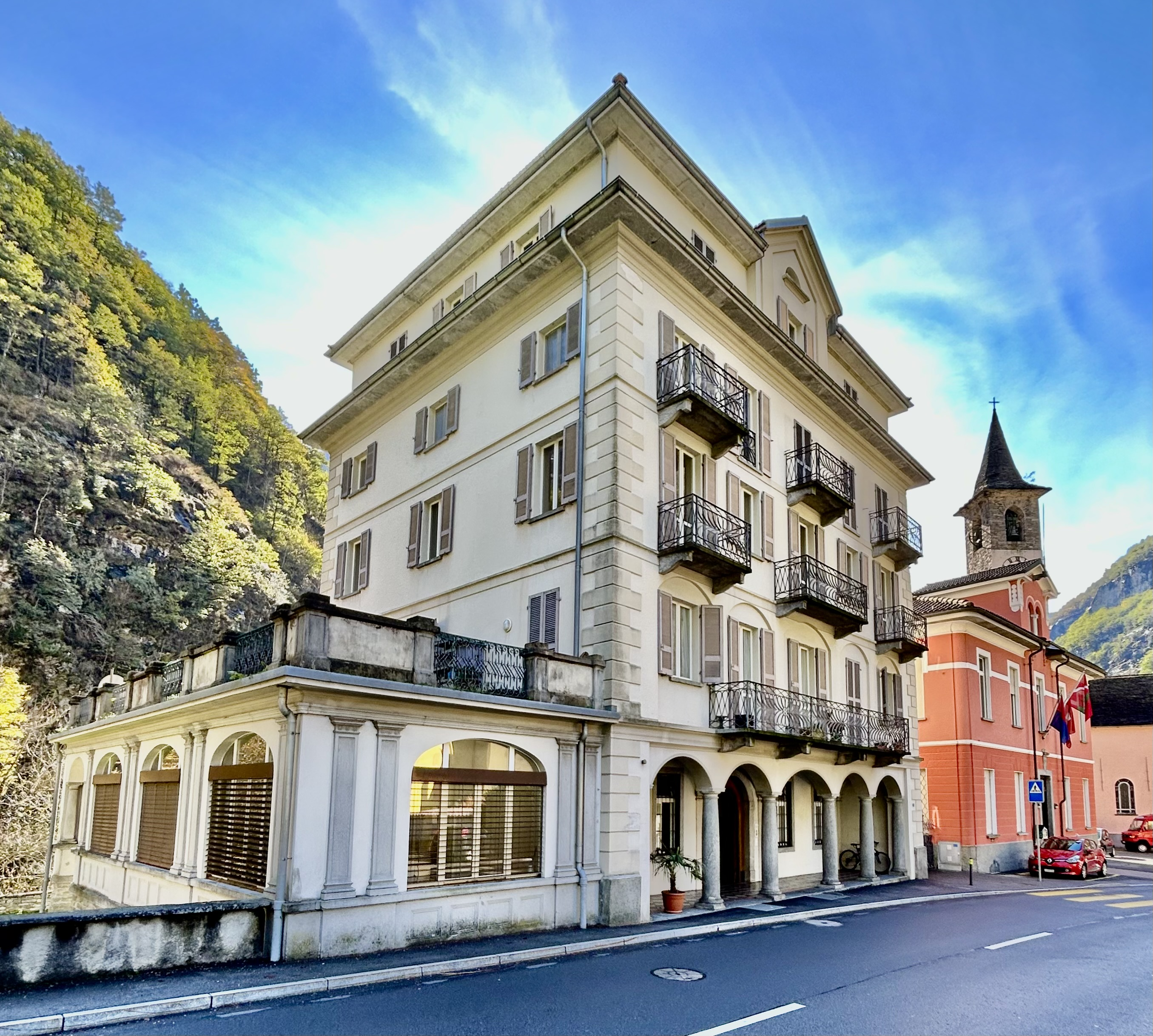
Via Lavizzara, Casa patriziale (rechts)
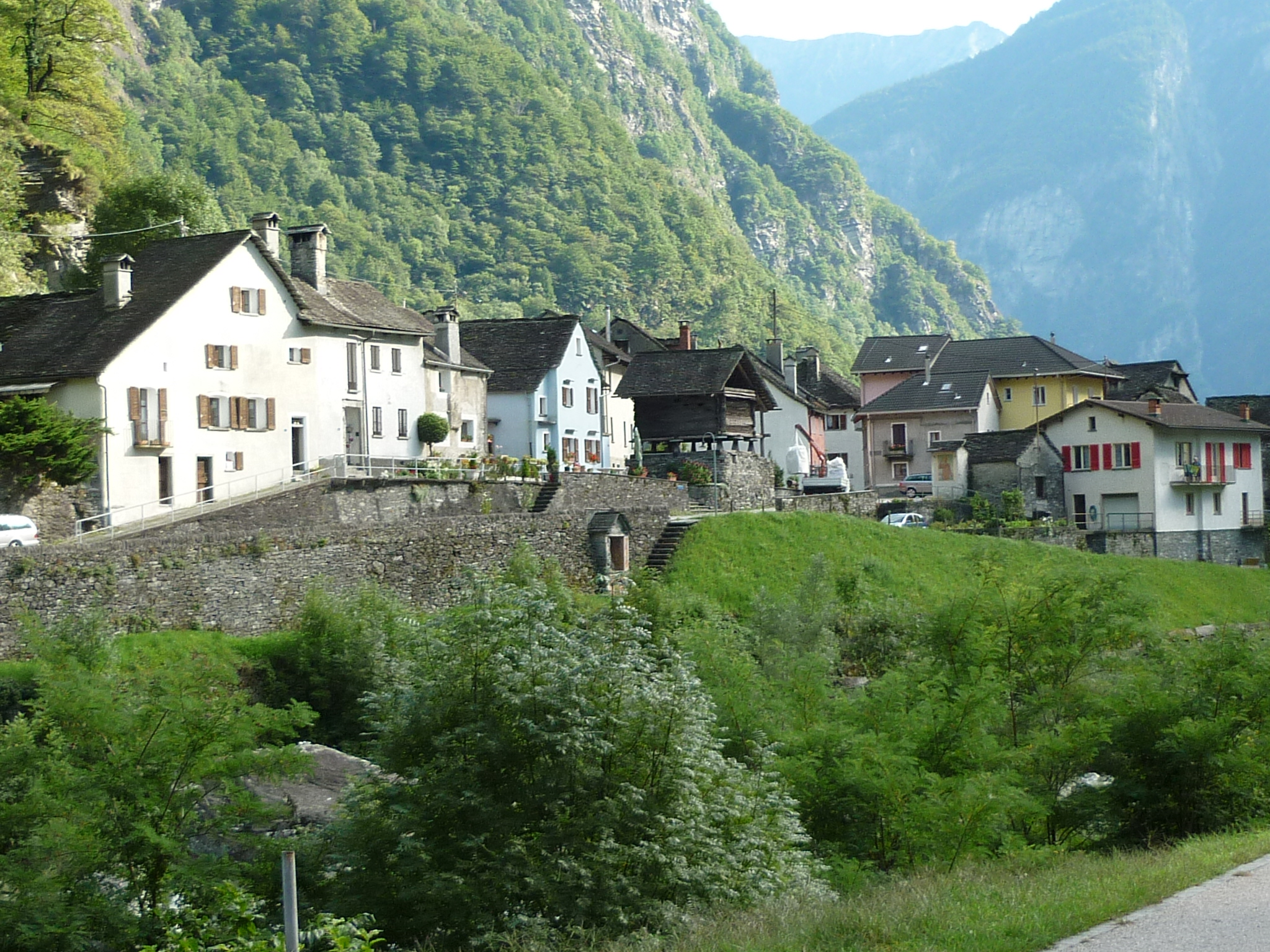
Paese vecchio mit Roggenspeicher
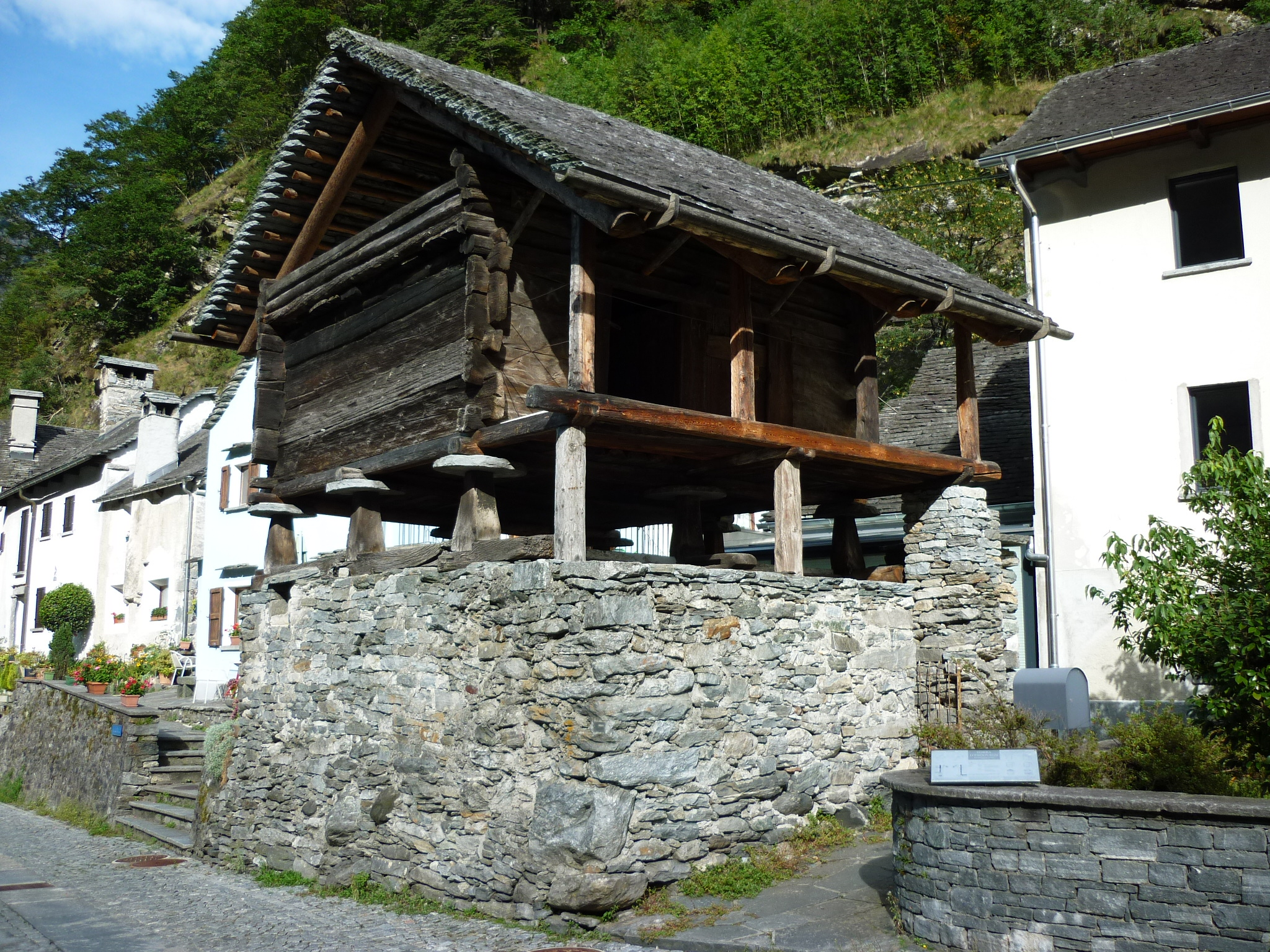
Roggenspeicher (Torba) von 1438
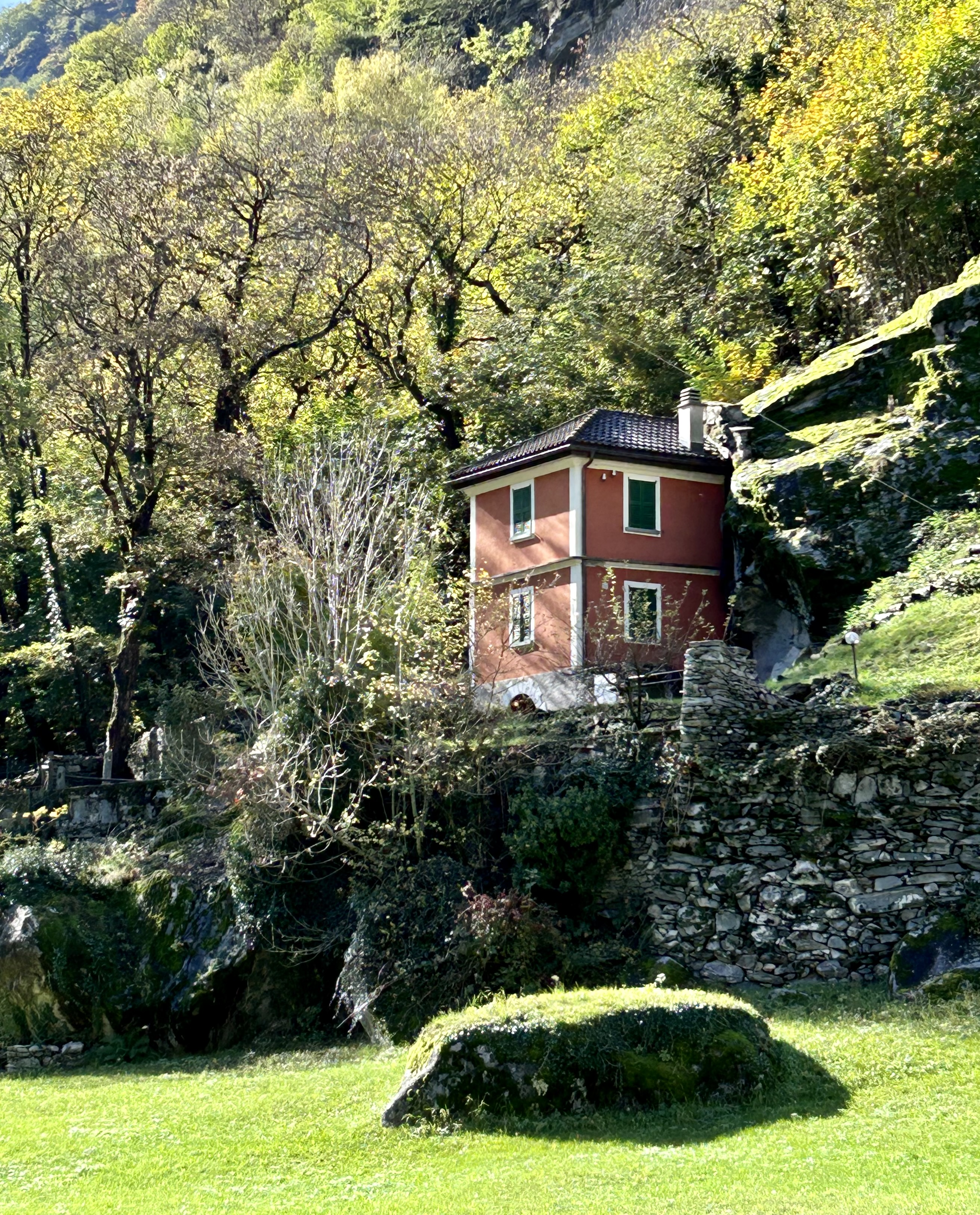
Grotto vor Kastanienwald
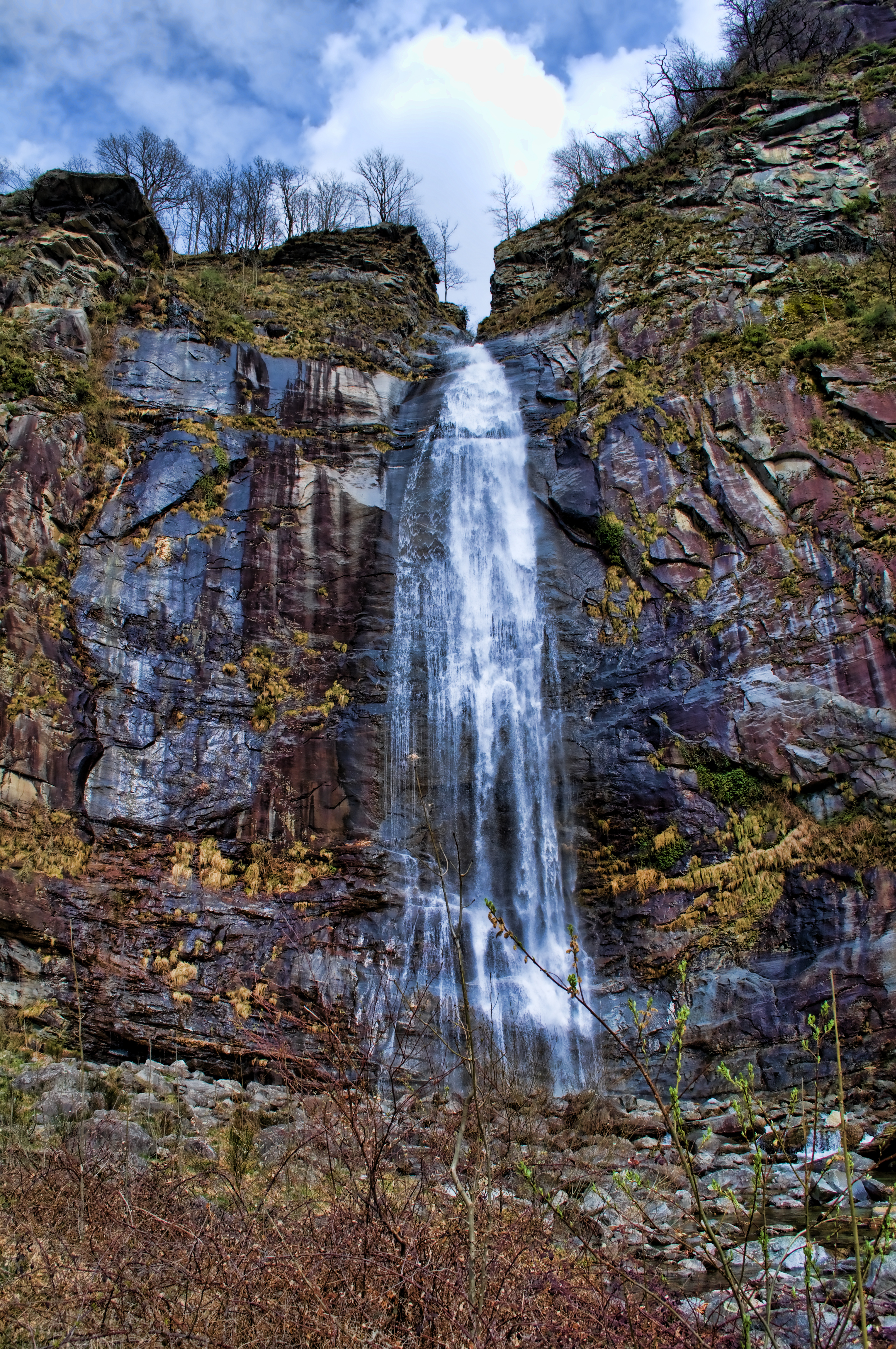
Cascata di Bignasco im Winter
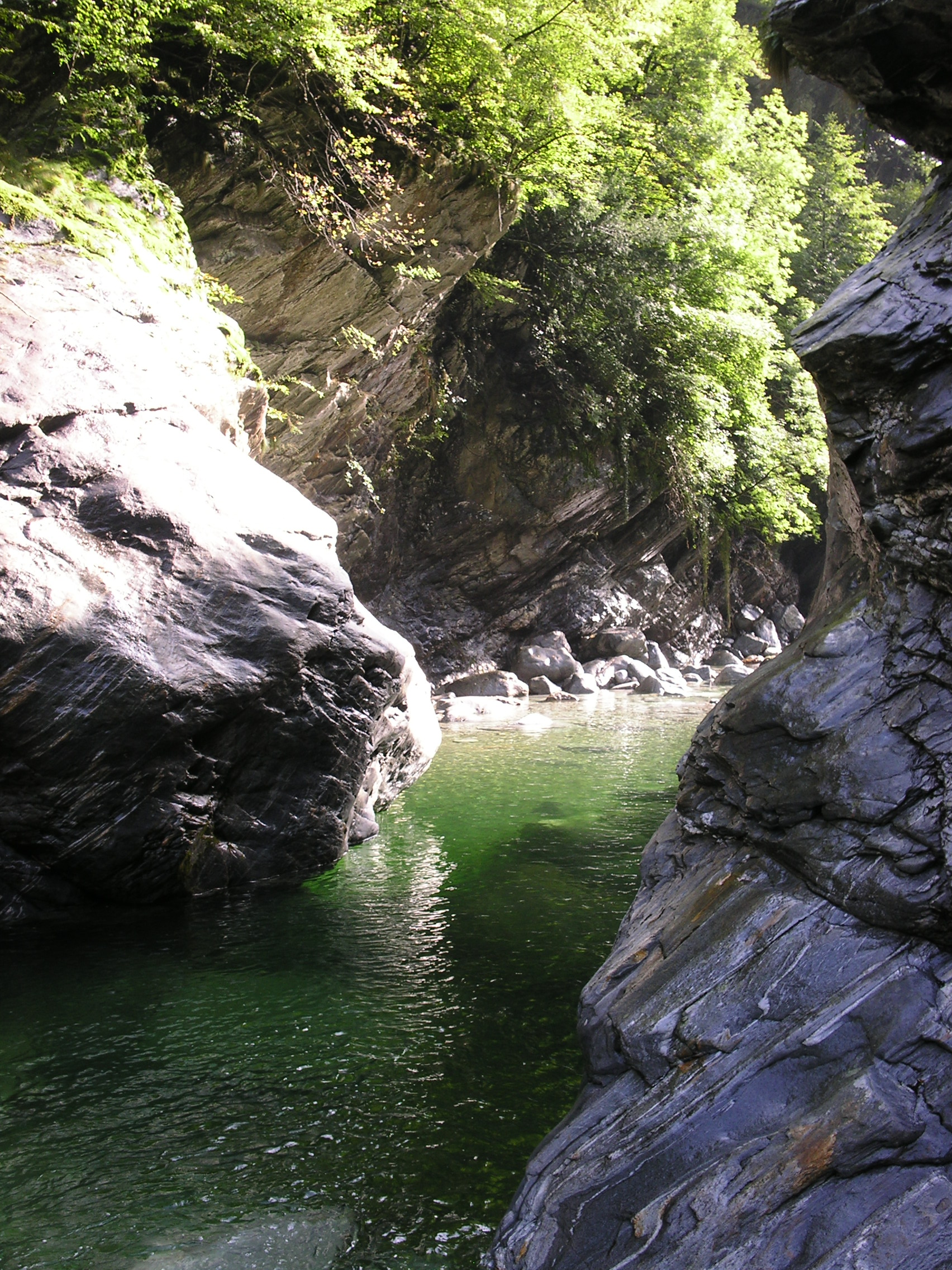
Maggiaschlucht oberhalb von Bignasco
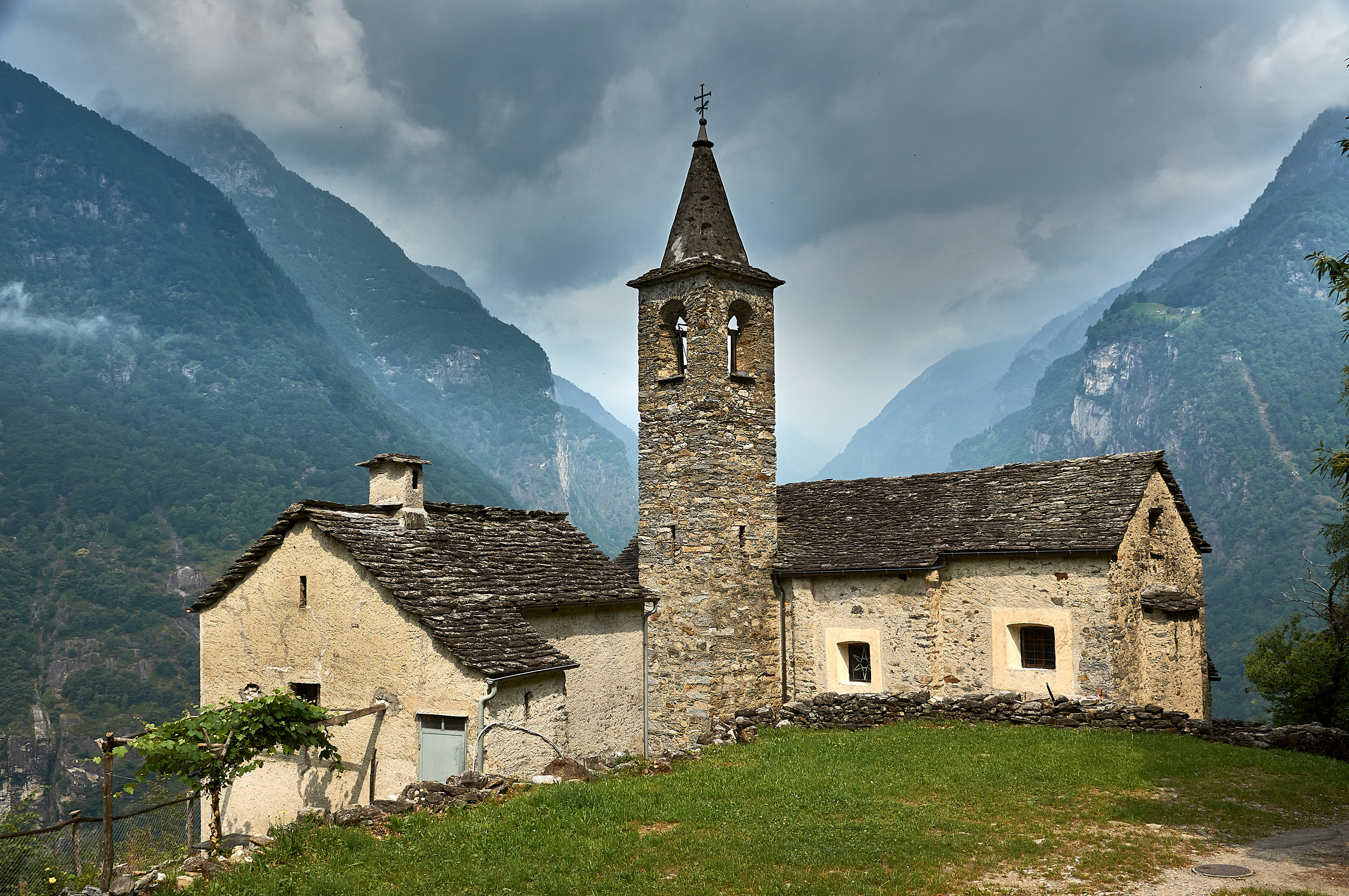
Santa Maria del Monte
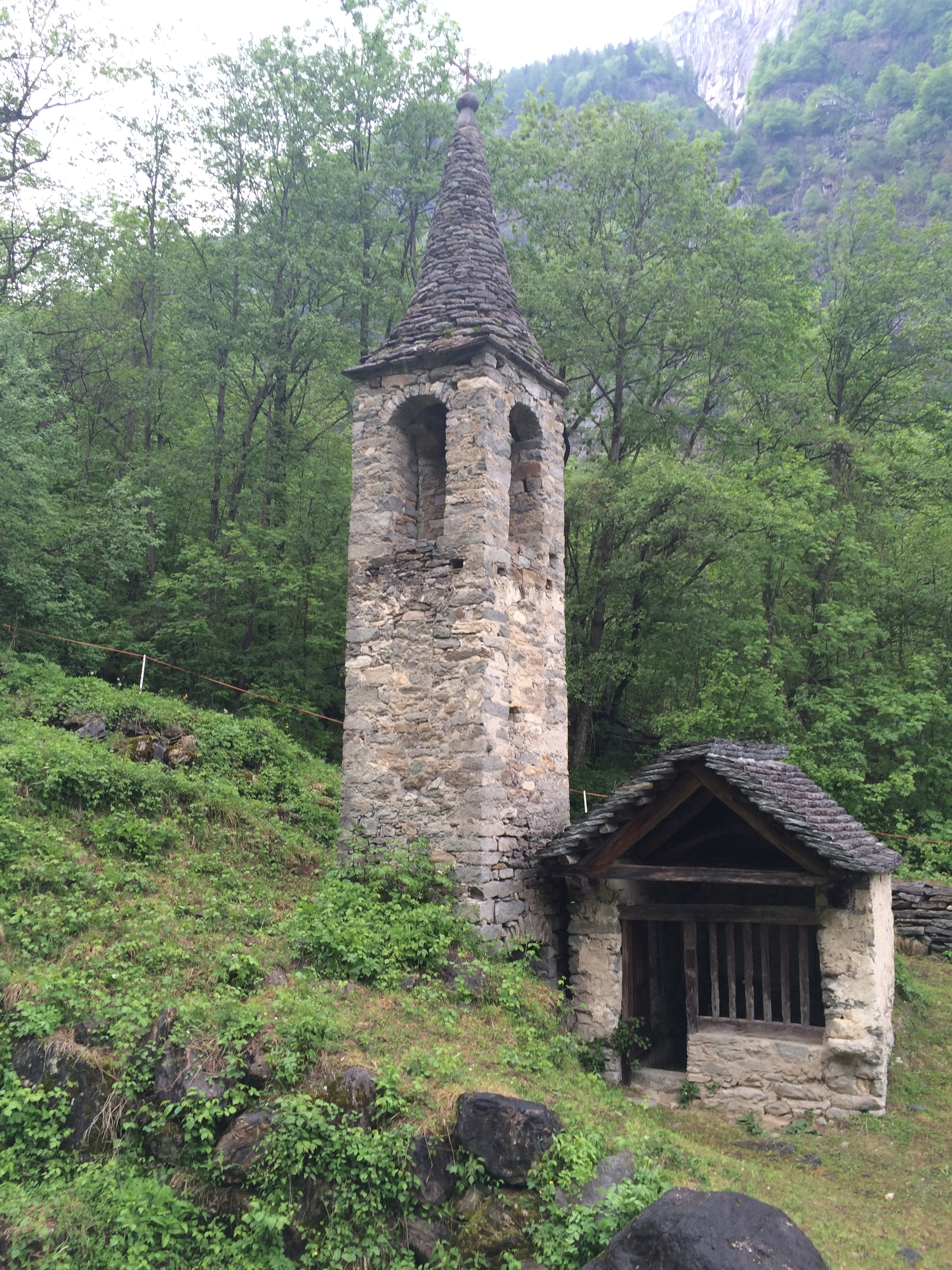
Oratorium in Prèsa di San Carlo (Val Bavona)

## Persönlichkeiten
- Familie del Ponte
  - Zane (Giovanni) Del Ponte (* um 1480 in Bignasco; † nach 1514 ebenda), Säckelmeister des Maggiatals[14]
  - Flavio Del Ponte (* 1944), Kriegschirurg, Gründer der Accademia del Master Europeo di Medicina di Catastrofe in Genf[15]
  - Carla Del Ponte (* 9. Februar 1947 in Bignasco), Juristin, 1994–1998 schweizerische Bundesanwältin, 1999–2007 Chefanklägerin des Internationalen Strafgerichtshofs in Den Haag, 2008–2011 Botschafterin der Schweiz in Argentinien[16]
  - Ajla Del Ponte (* 15. Juli 1996), Leichtathletin

- Familie Lotti
  - Giacomo Francesco Lotti (* 1759 in Bignasco; † 26. April 1814 in Bellinzona), Richter und Politiker[17]
  - Giacomo Angelo Lotti (1784–1850), Anwalt, Politiker (CP), Tessiner Gross- und Staatsrat
  - Giacomo Lotti (* Mai 1827 in Bignasco; † 30. April 1819 ebenda), Anwalt und Notar, Untersuchungsrichter[18]
  - Daniele Lotti (* 24. März 1957 in Bellinzona), Ökonom, Doktor der Universität St. Gallen, Politiker, Tessiner Grossrat,[19] Präsident der Società Elettrica Sopracenerina (SES)[20]

- Franco Zorzi (1923–1964), Tessiner Staatsrat, auf dem Basòdino verunfallt.[21]